# Eleições municipais no Brasil em 2000
As eleições municipais no Brasil em 2000 aconteceram em outubro, mês fixado para a realização dos dois turnos.

## Prefeitos de capitais eleitos em 2000
| Bandeira | Cidade         | UF | Prefeito                 | Partido | Vice-prefeito          | Partido (Vice) |
| -------- | -------------- | -- | ------------------------ | ------- | ---------------------- | -------------- |
|          | Aracaju        | SE | Marcelo Déda             | PT      | Edvaldo Nogueira       | PCdoB          |
|          | Belém          | PA | Edmilson Rodrigues       | PT      | Valdir Ganzer          | PT             |
|          | Belo Horizonte | MG | Célio de Castro          | PSB     | Fernando Pimentel      | PT             |
|          | Boa Vista      | RR | Teresa Jucá              | PSDB    | Iradilson Sampaio      | PSDB           |
|          | Campo Grande   | MS | André Puccinelli         | PMDB    | Oswaldo Possari        | PSDB           |
|          | Cuiabá         | MT | Roberto França           | PSDB    | Luiz Soares            | PSDB           |
|          | Curitiba       | PR | Cássio Taniguchi         | PFL     | Beto Richa             | PTB            |
|          | Florianópolis  | SC | Ângela Amin              | PPB     | Murillo Ronald Capella | PFL            |
|          | Fortaleza      | CE | Juraci Magalhães         | PMDB    | Izabel Lopes           | PMDB           |
|          | Goiânia        | GO | Pedro Wilson Guimarães   | PT      | Linda Monteiro         | PPS            |
|          | João Pessoa    | PB | Cícero Lucena            | PMDB    | Haroldo Lucena         | PMDB           |
|          | Macapá         | AP | João Henrique Pimentel   | PSB     | Gilson Ubiratan Rocha  | PSB            |
|          | Maceió         | AL | Kátia Born               | PSB     | Alberto Sextafeira     | PSDB           |
|          | Manaus         | AM | Alfredo Nascimento       | PL      | Omar Aziz              | PFL            |
|          | Natal          | RN | Wilma de Faria           | PSB     | Carlos Eduardo Alves   | PMDB           |
|          | Palmas         | TO | Nilmar Ruiz              | PFL     | Raimundo Boi           | PFL            |
|          | Porto Alegre   | RS | Tarso Genro              | PT      | João Verle             | PT             |
|          | Porto Velho    | RO | Carlos Camurça           | PDT     | Ellen Ruth             | PPB            |
|          | Recife         | PE | João Paulo               | PT      | Luciano Siqueira       | PCdoB          |
|          | Rio Branco     | AC | Flaviano Melo            | PMDB    | Isnard Leite           | PPB            |
|          | Rio de Janeiro | RJ | César Maia               | PTB     | Marco Antônio Valles   | PL             |
|          | Salvador       | BA | Antônio Imbassahy        | PFL     | Marcos Medrado         | PPB            |
|          | São Luís       | MA | Jackson Lago             | PDT     | Tadeu Palácio          | PDT            |
|          | São Paulo      | SP | Marta Suplicy            | PT      | Hélio Bicudo           | PT             |
|          | Teresina       | PI | Firmino Filho            | PSDB    | Marcos Silva           | PMDB           |
|          | Vitória        | ES | Luiz Paulo Vellozo Lucas | PSDB    | Ademir Cardoso         | PSDB           |

## Estatísticas por partido
Referência:
| Partido | Candidatos(as) a prefeituras | Prefeitos(as) eleitos(as) |
| ------- | ---------------------------- | ------------------------- |
| PAN     | 25                           | 1                         |
| PCdoB   | 28                           | 1                         |
| PCB     | 4                            | 0                         |
| PCO     | 12                           | 0                         |
| PDT     | 901                          | 289                       |
| PFL     | 2292                         | 1027                      |
| PGT     | 14                           | 0                         |
| PHS     | 52                           | 6                         |
| PL      | 601                          | 235                       |
| PMDB    | 2835                         | 1260                      |
| PMN     | 79                           | 14                        |
| PP      | 1407                         | 619                       |
| PPS     | 627                          | 168                       |
| PRN     | 29                           | 3                         |
| PRONA   | 15                           | 0                         |
| PRP     | 78                           | 16                        |
| PRTB    | 52                           | 4                         |
| PSB     | 480                          | 135                       |
| PSC     | 166                          | 34                        |
| PSD     | 305                          | 111                       |
| PSDB    | 2071                         | 991                       |
| PSDC    | 66                           | 8                         |
| PSL     | 100                          | 26                        |
| PST     | 77                           | 16                        |
| PSTU    | 48                           | 0                         |
| PT      | 1314                         | 200                       |
| PTdoB   | 48                           | 6                         |
| PTB     | 1069                         | 399                       |
| PTN     | 24                           | 2                         |
| PV      | 135                          | 13                        |